# RoadBlasters
RoadBlasters (с англ. — «Дорожные взрыватели») — видеоигра в жанре аркадного shoot ’em up, разработанная и изданная компанией Atari Games для аркадных автоматов в 1987 году. Впоследствии игра была портирована на различные домашние компьютеры и приставки нескольких поколений, а также входила в состав нескольких сборников.
Геймплей значительно отличается от других игр своего времени, в которых игрок управляет транспортными средствами — в RoadBlasters автомобиль игрока оснащён оружием, благодаря которому нужно уничтожать встречные машины и преодолевать препятствия. У автомобиля игрока также ограничен запас топлива, который необходимо пополнять собиранием сфер и зарабатыванием очков.
После выхода игра получила положительное восприятие прессы. Рецензенты высоко оценили графику, игровой процесс и управление. Последующие переиздания также были хорошо восприняты журналистами, однако оценки были сдержаннее оригинала; основная критика шла в сторону упрощённой графики и звука.

## Игровой процесс
RoadBlasters представляет собой аркадный shoot ’em up, выполненный в спрайтовой графике с наличием отрендеренных в 3D моделей. В начале игры необходимо выбрать уровень: первый (трасса «Bubble City», низкая сложность), четвёртый (трасса «Forest Sector», средняя сложность, изначально даётся 50000 очков) и одиннадцатый (трасса «Desert Region», высокая сложность, изначально даётся 200000 очков). После выбора уровня начинается движение на автомобиле, оборудованном огнестрельным оружием. Всего нужно пройти 50 уровней.
На трассах могут встречаться различные опасности: встречные машины, мины, токсичные лужи и другие; о приближении некоторых из них сообщается на приборной панели в нижней части экрана. Помимо этого, на панели показаны количество набранных очков, скорость, наличие топлива и оружия. Некоторые из опасностей можно уничтожать с помощью оружия. Если игрок врезается в такое препятствие или в него попадает снаряд от них, автомобиль взрывается, после чего восстанавливается и вновь продолжает движение. Периодически над игроком будет пролетать самолёт, который сбрасывает более мощное оружие (например, более скорострельное или уничтожающее все опасные объекты в поле зрения) или турбоускоритель. У автомобиля игрока ограничен запас топлива; его можно пополнять, собирая зелёные и красные (даётся больше топлива, по сравнению с зелёными) сферы. Эти сферы могут находиться на дороге или же появляться из уничтоженных встречных машин и мотоциклов. Топливо также пополняется при получении очков после каждого пройденного уровня, а также после прохождения контрольных точек на дороге. Если топливо закончится до пересечения контрольной точки или финишной черты, теряется жизнь. Если будут потеряны все жизни, игра начинается заново.

## Разработка и выход игры
Первоначально RoadBlasters была разработана компанией Atari для аркадных автоматов на территории США 19 июня 1987 года. Разработчики создали игру в жанре shoot 'em up, где автомобили оснащены оружием, что впервые появилось в компьютерных играх. Команда создателей вела рекламу и маркетинг проекта, заключая партнёрские соглашения. Так, компания Matchbox выпустила игрушки, представляющие собой машины с оружием и различные игровые наборы. Первоначально игроки могли получить бесплатную фирменную футболку, после завершения всех 50 уровней на аркадном автомате. Это предложение закончилось 31 августа.
Благодаря большой популярности проекта, разработчики решили портировать его на домашние игровые системы. В следующем, 1988 году RoadBlasters была издана компанией U.S. Gold для компьютеров Amiga, Commodore 64, Atari ST, Amstrad CPC и ZX Spectrum. Версии для Amiga и Atari ST разрабатывала студия Probe Software, в то время как версии для CPC и ZX Spectrum — DJL Software. За версию на Commodore 64, а также выпущенную в 1990 году версию для Lynx была ответственна сама Atari. 1 января 1990 года студия Beam Software разработала версию для консоли NES, издателем выступила Mindscape. В том же году студия Sterling Silver Software разработала RoadBlasters для приставки Mega Drive/Genesis, изданная Tengen. 28 февраля 1992 года игра была выпущена на территории Японии. Портированные версии отличаются от оригинала для аркадных автоматов в целом более низким качеством графики и звука.

## Оценки и мнения
| Сводный рейтинг    | Сводный рейтинг                                     |
| Агрегатор          | Оценка                                              |
| ------------------ | --------------------------------------------------- |
| GameRankings       | 88,75 % (MD)                                        |
| MobyRank           | 77/100 (Lynx) 71/100 (ST) 68/100 (NES) 43/100 (C64) |
| Иноязычные издания |                                                     |
| Издание            | Оценка                                              |
| AllGame            | (арк./MD/NES) · (Lynx)                              |
| CVG                | 79/100 (ST) 76/100 (Lynx) 50/100 (CPC/Spec)         |
| EGM                | 7,75/10 (MD) 29/40 (NES/Lynx)                       |
| Sega-16            | 10/10 (MD) 7/10 (MD)                                |
| The Atari Times    | 88 % (арк.)                                         |
| Power Sonic        | 8/10 (арк.)                                         |

RoadBlasters получила в основном положительные отзывы от прессы. На сайте GameRankings средняя оценка составляет 88,75 % в версии для Mega Drive/Genesis. На MobyGames опубликована следующая статистика: 77/100 для Atari Lynx, 71/100 для Atari ST, 68/100 для NES и 43/100 для Commodore 64.
На сайте The Atari Times оригинальная версия для аркадных автоматов оценена в 88 %. Рецензент Дэррил Брендедж похвалил качественную графику и звуковые эффекты (особенно впечатлил его звук взрыва от оружия), разнообразные трассы и отличное воссоздание аркадного стиля игры. Недочёты по его словам незначительны: эффекты прозрачных объектов смотрятся «прохладно». В итоге рецензент отмечает: «Это была довольно весёлая, захватывающая и популярная игра, и это вполне понятно, почему». Положительно RoadBlasters оценена и представителем из Power Sonic, который поставил игре 8 баллов из 10. Критику понравились увлекательный геймплей, отличное управление, а также графика и звук. Особенно впечатлила его версия с закрытым корпусом аркадного автомата, которая, как считает обозреватель, «создаёт более сильные впечатления». К недостаткам критик отнёс несколько однообразный игровой процесс в течение длительного времени.
Последующие выпуски игры получили также позитивные отзывы, однако оценки были несколько ниже оригинала. На сайте Sega-16 в версии для Mega Drive поставлены две оценки: 10 баллов из 10 возможных и 7 баллов из 10. По словам рецензента, RoadBlasters до сих пор приносит удовольствие, несмотря на свой «возраст». Схожее мнение оставили в журнале Electronic Gaming Monthly, заявив, что «эта игра раскрывает потенциал Genesis великолепной графикой и отличным геймплеем». В журнале Computer and Video Games также похвалили уровни и весёлый игровой процесс, хорошо отозвавшись о версиях для Atari ST и Lynx, однако разочаровались в версиях для CPC и ZX Spectrum, сравнив с OutRun и заявив, что «при портировании обе игры получились довольно посредственными и оставляют желать лучшего». На сайте AllGame версии для Mega Drive и NES были оценены в четыре звезды из пяти. Критик назвал игру отличной, и отнёс к достоинствам увлекательный игровой процесс, хотя и немного покритиковал порт за отсутствие значительных улучшений (например, поддержки двух игроков). «Что делает игру такой весёлой — это чувство скорости и идеальная длина трасс» — заключил рецензент.